# Biłosarajśka Kosa
Biłosarajśka Kosa (ukr. Білосарайська Коса) – wieś na Ukrainie, w obwodzie donieckim, w rejonie mariupolskim. W 2001 roku liczyła 901 mieszkańców.